# I. e. 343
Évszázadok: i. e. 5. század – i. e. 4. század – i. e. 3. század
Évtizedek: i. e. 390-es évek – i. e. 380-as évek – i. e. 370-es évek – i. e. 360-as évek – i. e. 350-es évek – i. e. 340-es évek – i. e. 330-as évek – i. e. 320-as évek – i. e. 310-es évek – i. e. 300-as évek – i. e. 290-es évek
Évek: i. e. 348 – i. e. 347 – i. e. 346 – i. e. 345 –  i. e. 344 – i. e. 343 – i. e. 342 – i. e. 341 – i. e. 340 – i. e. 339 – i. e. 338

## Események

### Perzsa Birodalom
- III. Artaxerxész perzsa nagykirály maga vezet hadjáratot Egyiptom ellen. A Nílus-delta kulcserődje, Pelusium egy ideig ellenáll, de Nahthórhebit fáraó csatát veszít és vissza kell vonulnia Memphiszbe. A perzsák közeledtére a fáraó Núbiába menekül és az egyiptomiak ellenállása összeomlik. Egyiptomból ismét perzsa szatrapia lesz, a városok falait lerombolják, a templomokat kifosztják. Artaxerxész és fővezére, Bagóasz hatalmas zsákmánnyal tér vissza Perzsiába.

### Görögország
- II. Philipposz makedón király újabb hadjáratot vezet Kerszobleptész trák király ellen, akit több csatában megver és adófizetésre kényszeríti.

### Itália
- Az itáliai lucanus és bruttius törzsek rendszeresen támadják a dél-itáliai görög városokat, többek között Tarentumot. A városok Spártától kérnek segítséget, mire II. Arkhidamosz király egy csapat zsoldossal Itáliába hajózik.
- A szicíliai Szürakuszaiból elűzött volt zsarnok, II. Dionüsziosz Korinthoszban talál menedéket, de rövidesen meghal. Legyőzője, Timoleón új törvényeket fogadtat el Szürakuszaiban, hogy megelőzze a zsarnokság létrejöttét; ezenkívül görög telepeseket hívnak Szicíliába.
- Rómában Marcus Valerius Corvust és Aulus Cornelius Cossus Arvinát választják consullá. A szamnisz törzsek háborúba keverednek a sidicinusokkal és feldúlják azok szövetségeseinek, a campania-belieknek a földjeit. Campania Rómától kér segítséget és megkezdődik az első szamnisz háború. M. Valerius Corvus Campaniában győzi le hosszas, elkeseredett csatában a szamniszokat, míg Cossus Samniába vonul, ahol egy szűk völgyben tőrbe csalják. Tribunusa, Publius Decius Mus egy stratégiai fontosságú domb elfoglalásával elvonja az ellenség figyelmét, míg a consul visszavonul. Éjjel Decius visszatér a főerőkhöz, majd az erdős vidéken szétszéledő szamniszokat csatában legyőzik. Ezután Valerius Suessula alatt megfutamítja az utánpótlás után járó szamniszokat és kirabolja táborukat.[1]

## Születések
- Philetairosz pergamoni király

## Halálozások
- II. Dionüsziosz, Szürakuszai zsarnoka

## Fordítás
- Ez a szócikk részben vagy egészben  a(z)   343 BC című angol Wikipédia-szócikk ezen változatának fordításán alapul.  Az eredeti cikk szerkesztőit annak laptörténete sorolja fel. Ez a jelzés csupán a megfogalmazás eredetét és a szerzői jogokat jelzi, nem szolgál a cikkben szereplő információk forrásmegjelöléseként.